# 祆教墳場

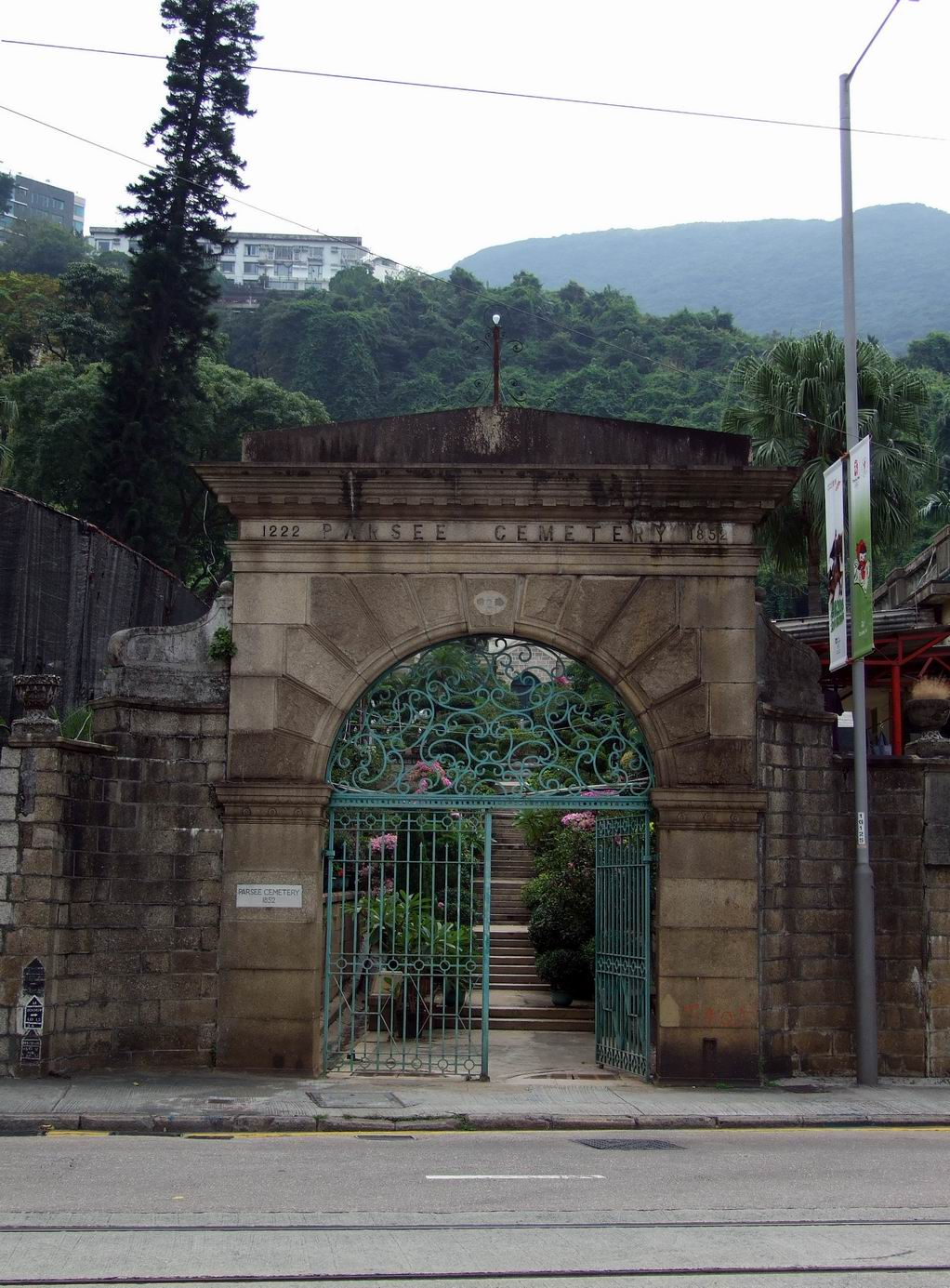
祆教墳場

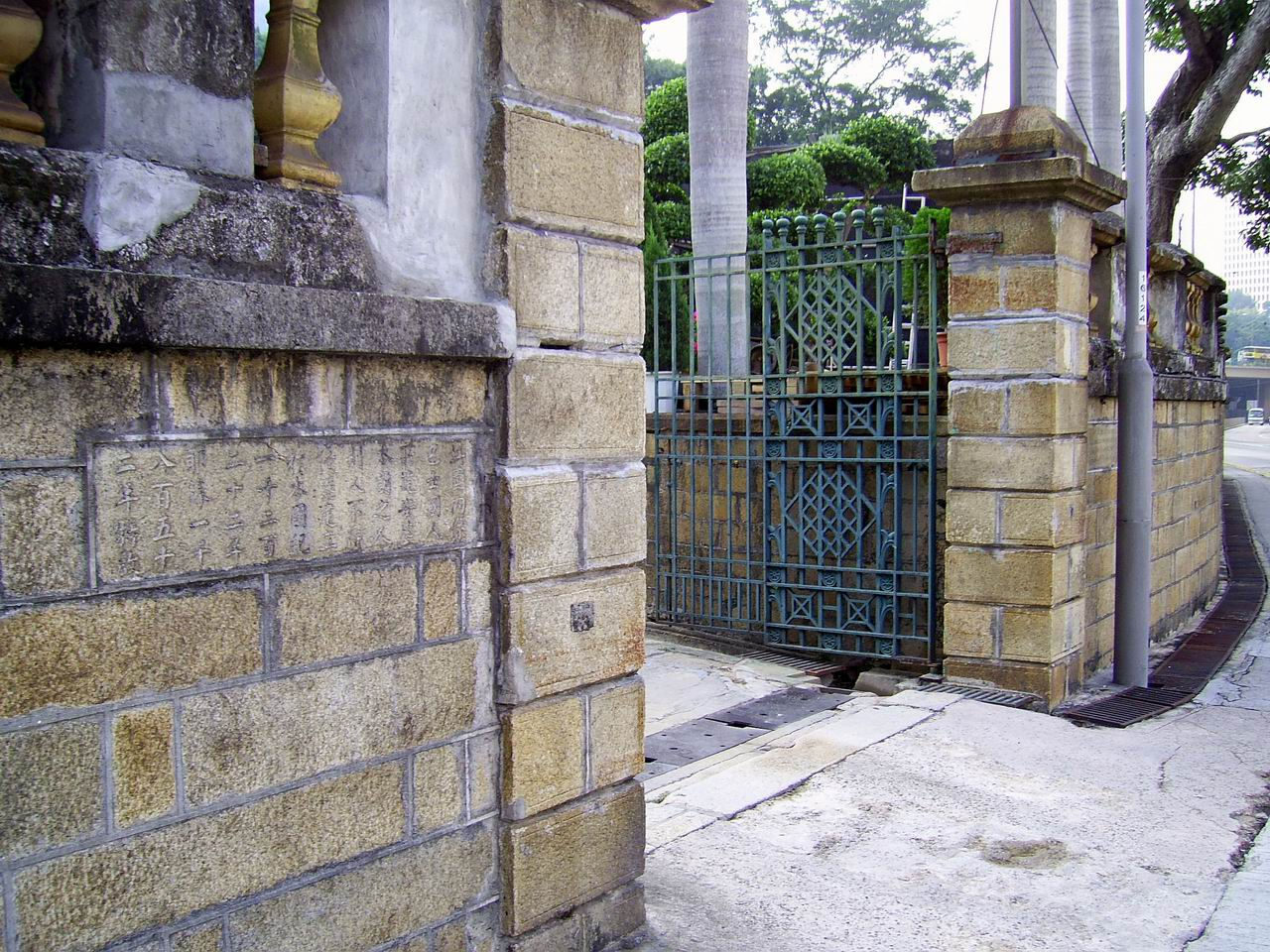
祆教墳場標示

祆教墳場（英語：Zoroastrian Cemetery），又名波斯墳場（Parsee Cemetery），是香港一個私營墳場，位於香港島跑馬地黃泥涌道近養和醫院一帶，於1852年落成，為南亞祆教信徒（帕西人）在香港下葬的地方。土地租借期是由1877年起計999年。
香港地產家麼地爵士及立法局議員的律敦治家族均葬於此墳場。

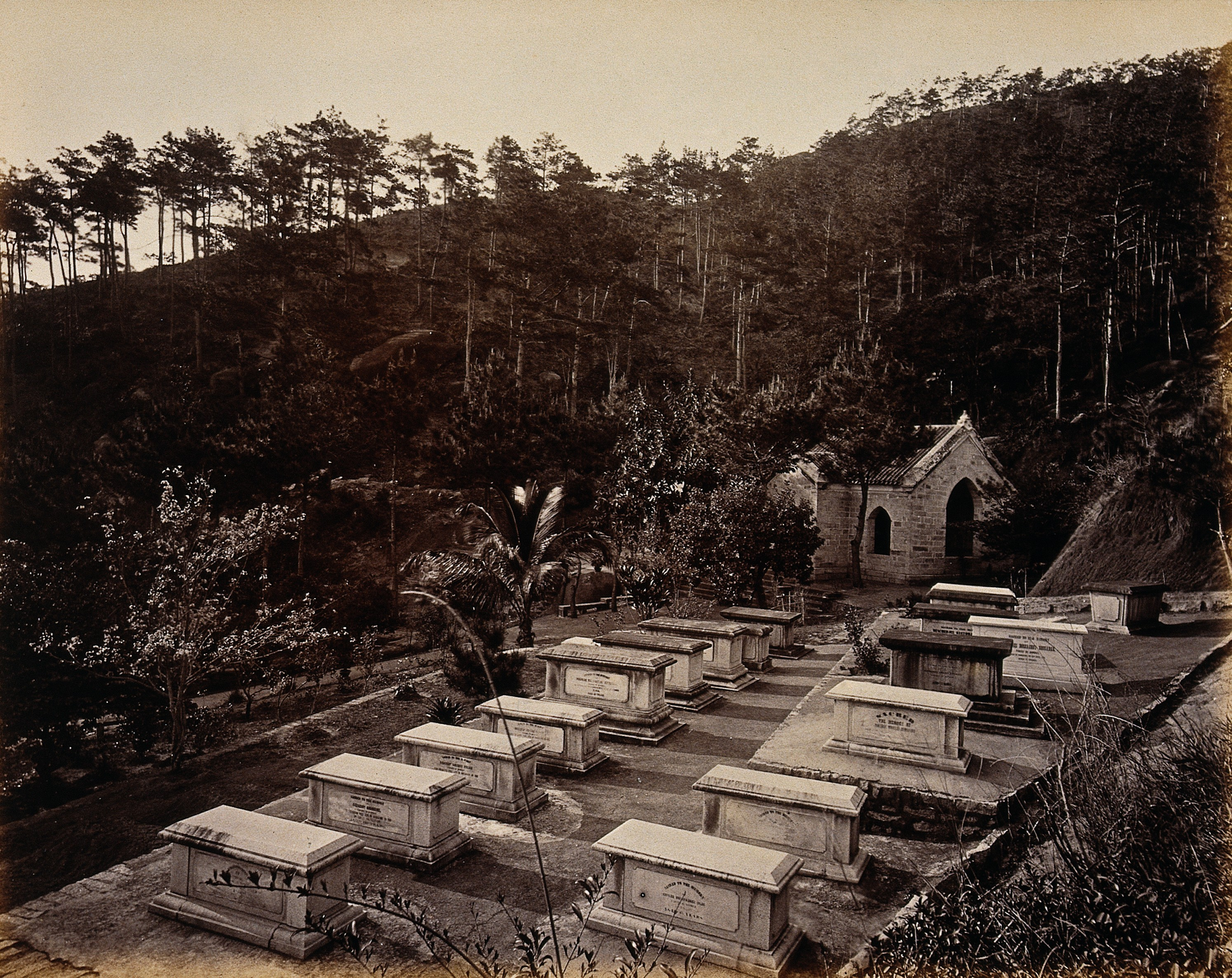
祆教墳場（約1873年）

## 安葬於該墳場的名人
- 麼地（1838年10月12日－1911年6月16日）[2]
- 律敦治家族
  - J·H·律敦治，CBE，JP（1880年－1960年）
  - 鄧律敦治，CBE，JP（1903年－1974年）

## 鄰近墳場
- 香港墳場
- 回教墳場
- 跑馬地天主教聖彌額爾墳場

## 參閲
- 香港墳場列表
- 帕西人

## 外部連結
维基共享资源上的相關多媒體資源：祆教墳場